# Baže Ilijoski
Baže Ilijoski (Skopje, Macedònia del Nord, 9 de juliol de 1984) és un futbolista macedoni que disputà sis partits amb la selecció de Macedònia del Nord.
| Estadístiques amb la Selecció de Macedònia del Nord | Estadístiques amb la Selecció de Macedònia del Nord | Estadístiques amb la Selecció de Macedònia del Nord |
| Anys                                                | Partits                                             | Gols                                                |
| --------------------------------------------------- | --------------------------------------------------- | --------------------------------------------------- |
| 2005                                                | 1                                                   | 0                                                   |
| 2006                                                | 1                                                   | 0                                                   |
| 2007                                                | 0                                                   | 0                                                   |
| 2008                                                | 0                                                   | 0                                                   |
| 2009                                                | 0                                                   | 0                                                   |
| 2010                                                | 4                                                   | 0                                                   |
| Total                                               | 6                                                   | 0                                                   |